# Campeonato Sudamericano 1959 (II)
Das Campeonato Sudamericano 1959 war die 27. Auflage der südamerikanischen Kontinentalmeisterschaft im Fußball und fand vom 5. bis 25. Dezember zum zweiten Mal in Ecuador statt. Zum ersten und einzigen Mal in der Geschichte fand nach der im März des Jahres in Argentinien ausgetragenen Copa im gleichen Jahr ein zweiter Wettbewerb statt. Bolivien, Chile, Kolumbien, Peru und Venezuela nahmen nicht teil. Brasilien trat ohne seine 58er-Weltmeister mit einer Auswahl des Staates Pernambuco, ausschließlich aus Spielern von Sport, Santa Cruz und Náutico aus Recife bestehend, an.
Das Turnier wurde wie gehabt im Ligasystem (Jeder gegen Jeden) ausgetragen. Bei Punktgleichheit auf dem ersten Platz war ein Entscheidungsspiel vorgesehen. Alle Spiele wurden im Estadio Modelo in Guayaquil ausgetragen. Dabei wurden wie bereits bei früheren Turnieren einige Spiele nacheinander im Rahmen einer Doppelveranstaltung an einem Tag ausgetragen.
Zweiter Südamerikameister im Fußball 1959 wurde ungeschlagen zum zehnten Mal Uruguay.

## Spielergebnisse
|                   |   |             |           |
| 5. Dezember 1959  |   |             |           |
| Brasilien         | – | Paraguay    | 3:2 (2:0) |
| 6. Dezember 1959  |   |             |           |
| Uruguay           | – | Ecuador     | 4:0 (2:0) |
| 9. Dezember 1959  |   |             |           |
| Argentinien       | – | Paraguay    | 4:2 (1:1) |
| 12. Dezember 1959 |   |             |           |
| Uruguay           | – | Brasilien   | 3:0 (0:0) |
| Ecuador           | – | Argentinien | 1:1 (1:0) |
| 16. Dezember 1959 |   |             |           |
| Uruguay           | – | Argentinien | 5:0 (3:0) |
| 19. Dezember 1959 |   |             |           |
| Brasilien         | – | Ecuador     | 3:1 (3:1) |
| 22. Dezember 1959 |   |             |           |
| Argentinien       | – | Brasilien   | 4:1 (2:0) |
| Paraguay          | – | Uruguay     | 1:1 (0:1) |
| 25. Dezember 1959 |   |             |           |
| Ecuador           | – | Paraguay    | 3:1 (0:1) |

| Pl. | Land        | Sp. | S | U | N | Tore    | Diff. | Punkte |
| --- | ----------- | --- | - | - | - | ------- | ----- | ------ |
| 1.  | Uruguay     | 4   | 3 | 1 | 0 | 013:100 | +12   | 07:10  |
| 2.  | Argentinien | 4   | 2 | 1 | 1 | 009:900 | ±0    | 05:30  |
| 3.  | Brasilien   | 4   | 2 | 0 | 2 | 007:100 | −3    | 04:40  |
| 4.  | Ecuador     | 4   | 1 | 1 | 2 | 005:900 | −4    | 03:50  |
| 5.  | Paraguay    | 4   | 0 | 1 | 3 | 006:110 | −5    | 01:70  |

## Beste Torschützen
| Rang | Spieler          | Tore |
| ---- | ---------------- | ---- |
| 1    | José Sanfilippo  | 6    |
| 2    | Paulo Pisaneschi | 4    |
|      | Mario Bergara    | 4    |
| 4    | Silvio Parodi    | 3    |
|      | Alcides Silveira | 3    |
|      | José Sasía       | 3    |